# Brahim Díaz
Brahim Díaz, španski nogometaš, * 3. avgust 1999, Malaga, Španija.

## Manchester City
Díaz je začel svojo kariero v svojem domačem klubu Málaga, preden se je leta 2015 preselil v Manchester City kot 16-letnik. 21. septembra 2016 je Díaz prvič nastopil v Premier Ligi, pri 80. minuti je vstopil za Kelechi Iheanachoja v dvoboju pokala EFL proti Swansea Cityju. Pet dni kasneje je podpisal svojo prvo pogodbo s Manchester Cityjem za tri leta.

## Real Madrid
6. Januarja leta 2019 je Díaz podpisal 6 letno pogodbo z Real Madridom.